# Uuden Musiikin Kilpailu 2018
Der Uuden Musiikin Kilpailu 2018 (Abk. UMK 2018) war die siebte Ausgabe des Uuden Musiikin Kilpailu und war der finnische Vorentscheid für den Eurovision Song Contest 2018 in Lissabon (Portugal). Der Wettbewerb fand am 3. März 2018 statt und wurde von Saara Aalto mit dem Lied Monsters gewonnen.

## Hintergrund

### Bewerbungsphase

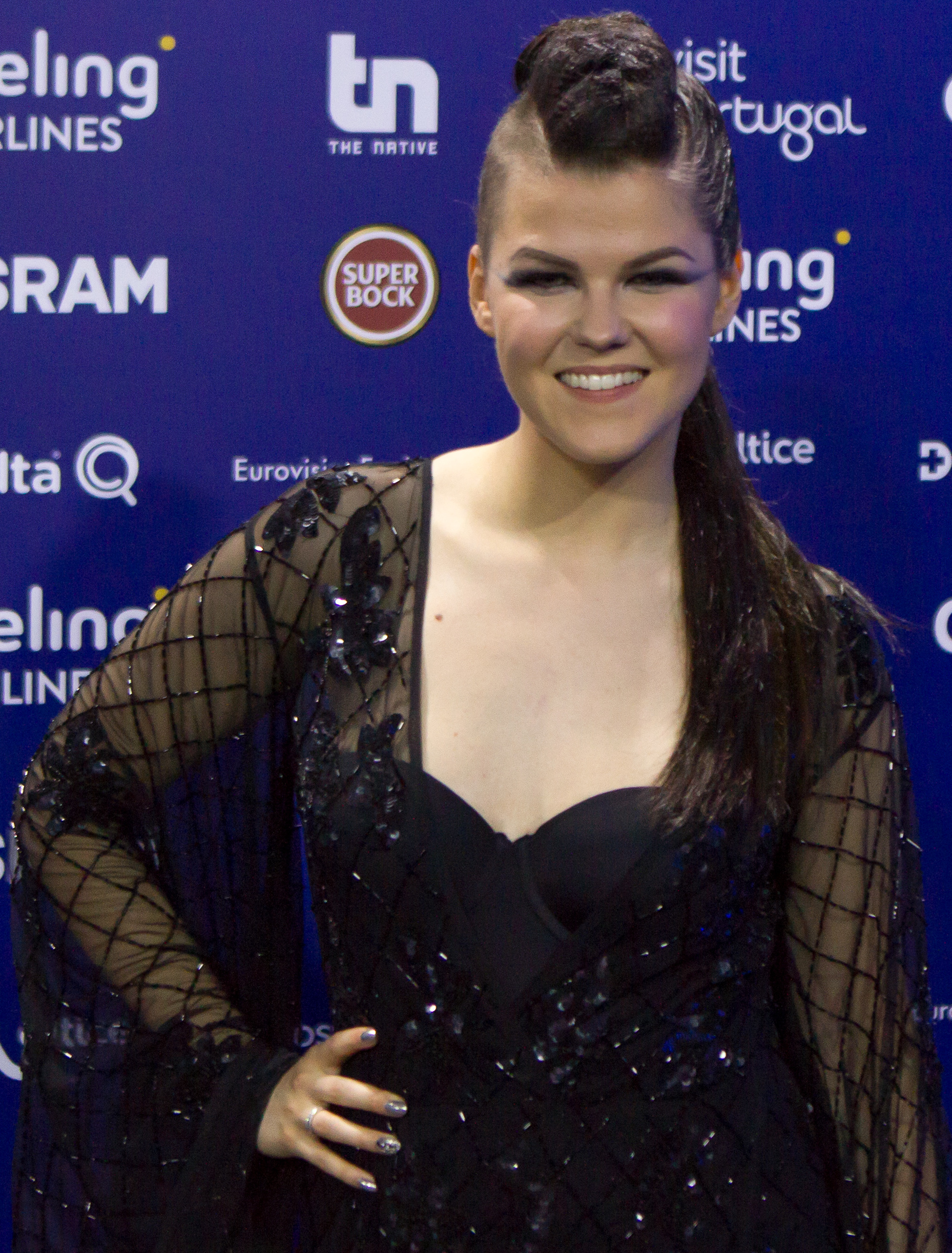
Saara Aalto

Im September 2017 konnten interessierte Musiker Beiträge bei YLE einreichen. Laut Regelwerk muss mindestens ein Mitglied des Acts die finnische Staatsbürgerschaft besitzen oder den festen Wohnsitz in Finnland haben. Insgesamt gingen über 300 Beiträge beim Sender ein. Am 7. November 2017 gab YLE allerdings bekannt, dass keiner der eingereichten Beiträge zufriedenstellend gewesen sei. Dazu sagte YLE, dass die finnischen Bürger bekannte finnische Stars erwarten, die aber aus den eingereichten Beiträgen nicht hervorgingen. Deswegen wählte YLE, zum ersten Mal in der Geschichte Finnlands beim ESC, den Interpreten intern aus, der am 7. November 2017 auf einer speziellen Pressekonferenz vorgestellt wurde. Ausgewählt wurde dann Saara Aalto, die schon am UMK 2016 teilnahm und dort zweite wurde.

### Konzept
Nachdem in den Vorjahren 2015, 2016 und 2017 der finnische Beitrag aufgrund zu geringer Abstimmungswerte im Halbfinale des Eurovision Song Contest jeweils nicht ins Finale einziehen konnte, gab der austragende Sender Yleisradio einige Änderungen für den UMK 2018 bekannt.
So wurde der Interpret intern von YLE ausgewählt, womit UMK nur als Vorentscheid zum Lied für Saara Aalto fungiert. Insgesamt sollen in einer Show am 3. März 2018 in der Espoo Metro Areena in Espoo drei Beiträge von Saara Aalto präsentiert werden. Der Siegertitel wird dabei, wie schon 2017, durch 50 % internationales Jury- und durch 50 % Televoting ermittelt. Saara Aalto sagte, dass alle drei Titel total unterschiedlich voneinander sein werden, sodass das Publikum ein breiteres Spektrum an Beiträgen erwarten kann.

## Finale
Das Finale des Uuden Musiikin Kilpailu 2018 fand am 3. März 2018, 19:00 Uhr (EET) statt. Dort präsentierte Saara Aalto drei Lieder, die am 9., 16. und 23. Februar jeweils mit einem zugehörigen Musikvideo veröffentlicht werden. Sowohl im Tele- als auch im Juryvoting gewann das Lied Monsters.
| 1. | 1 | Saara Aalto | Monsters M/T: Saara Aalto, Joy Deb, Linnea Deb, Ki Fitzgerald                       | Englisch | Monster    | 12 | 10 | 12 | 10 | 12 | 10 | 12 | 10 | 88 | 95 | 183 |
| 2. | 2 | Saara Aalto | Domino M/T: Saara Aalto, Thomas G:son, Bobby Ljunggren, Johnny Sanchez, Will Taylor | Englisch | –          | 10 | 12 | 10 | 12 | 8  | 12 | 8  | 12 | 84 | 75 | 159 |
| 3. | 3 | Saara Aalto | Queens M/T: Saara Aalto, Tom Aspaul, Daniel James Denis Goudie, Ash Milton          | Englisch | Königinnen | 8  | 8  | 8  | 8  | 10 | 8  | 10 | 8  | 68 | 70 | 138 |
| Jury – Punktesprecher |   |             |                                                                                     |          |            |    |    |    |    |    |    |    |    |    |    |     |
| - – William Lee Adams - – Hera Björk - – Edoardo Grassi - – Lenna Kuurmaa - – Kabir Naidoo - – Reto Peritz - – Stig Karlsen - – Suzy |   |             |                                                                                     |          |            |    |    |    |    |    |    |    |    |    |    |     |